# Storyville (Nueva Orleans)

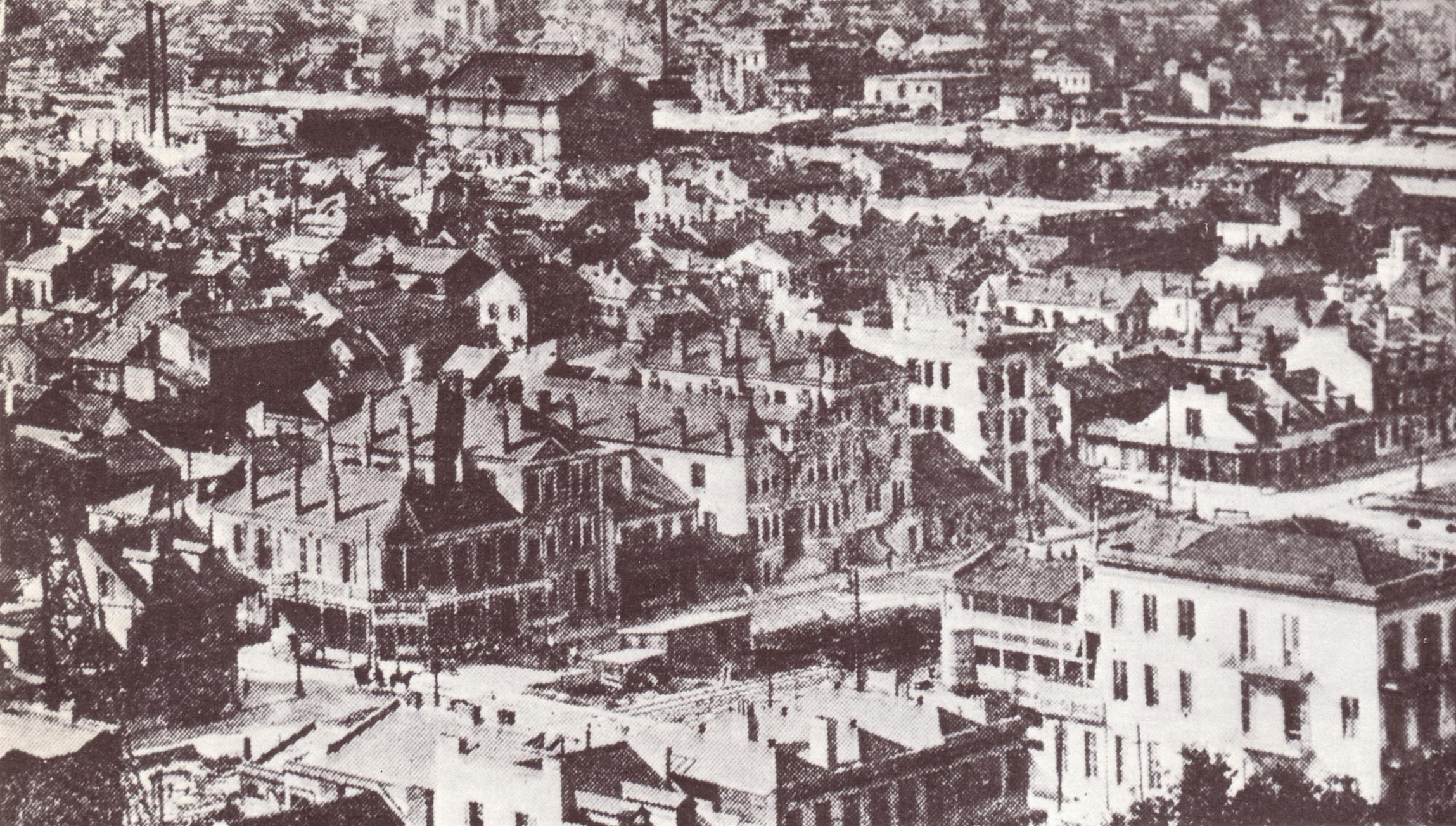
Vista general de Storyville, en 1906.

Storyville fue el nombre con que se conoció un distrito de la ciudad de Nueva Orleans, en Luisiana (EE. UU.), entre los años 1897 y 1917. Con una superficie de unas treinta y ocho manzanas, las autoridades municipales declararon esta área como zona de prostitución tolerada, tomando su nombre del concejal del Ayuntamiento Sidney Story, a quien se debe el decreto que en 1897 aisló al barrio con la intención de controlar mejor la prostitución, ya reglamentada, y de proteger del escándalo a los ciudadanos.

## Delimitación
La ciudad de Nueva Orleans, en la que convergían líneas férreas y marítimas desde todos los puntos cardinales, lugar de paso de gente de negocios y aventureros, desarrolló una agitada vida nocturna, especialmente después de la liberación de los esclavos (1863) y de la legalización del juego (1869). La prostitución se convirtió en un problema de muy difícil solución. La propuesta del concejal Story, perseguía un mejor control de la prostitución, al recluirla en un determinado perímetro que, según el edicto original, tenía los siguientes límites: 

desde el lado sur de la calle Custom, al lado norte de la calle St. Louis, y de la parte baja de casas de madera de la calle Basin Norte, a la parte baja de casas de madera de la calle Robertson; de la parte alta de la calle Perdido, a la parte baja de la calle Gravier; y del lado del río de la calle Franklin, a la parte baja de casas de madera de la calle Locust

 Este sector estaba situado junto al Barrio Francés y pronto se convirtió en el lugar de diversión de Nueva Orleans. De hecho, el barrio (y la prostitución) se convirtieron en un negocio floreciente, con la apertura de cientos de establecimientos que ofertaban música. Colindante con Storyville, se situaba una zona llamada Tango Belt, donde se situaban las grandes salas de espectáculos.

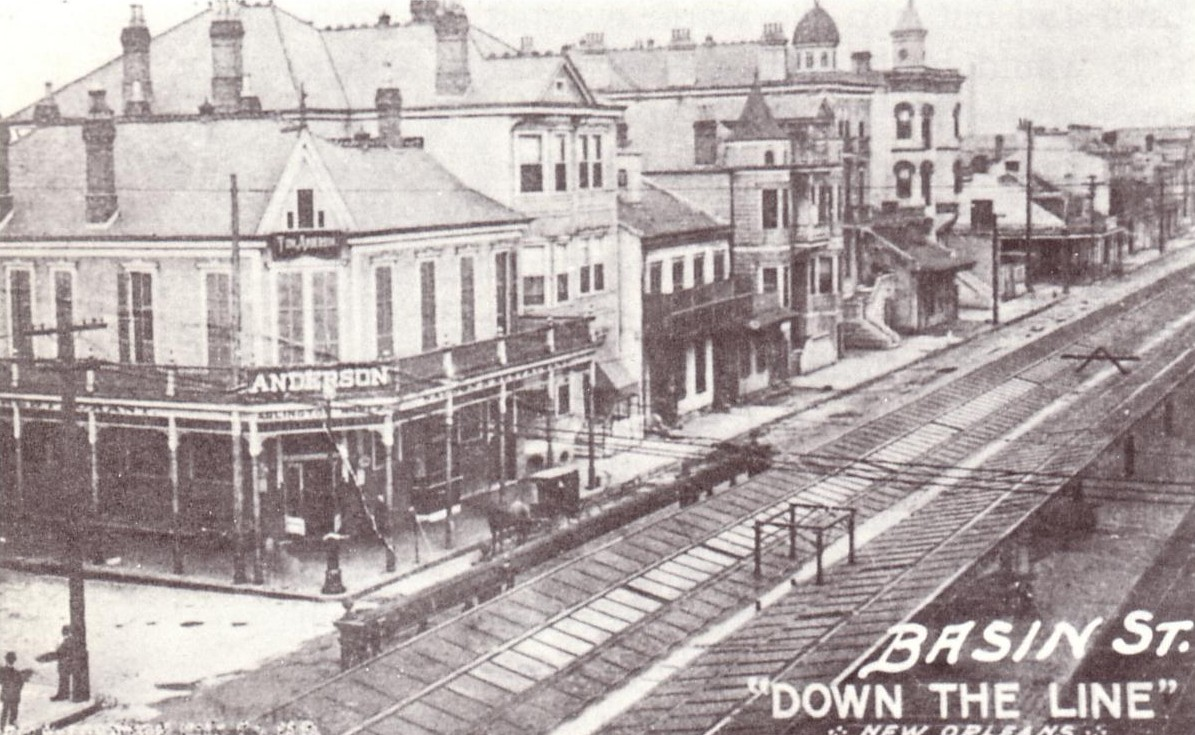
Basin Street, en su zona alta.

## Storyville y el Jazz
Todo ello generó trabajo para un gran número de músicos, pianistas, cantantes y bandas. Storyville se convirtió así en el motor de la nueva música. La música que dominaba eran ritmos como el ole, el down-to-earth, los low-down-blues, el hot en definitiva. Muchas de las orquestas del primitivo jazz, tomaron su nombre de los locales en los que estaban contratadas (Tuxedo Brass Band, por ejemplo) y muchos de los temas clásicos de jazz, se referían a locales o lugares de Storyville: Royal Garden Blues, Mahogany Hall Stomp, Basin Street Blues...
Entre los músicos más reputados de Storyville, se encuentran Buddy Bolden, Manuel Pérez, Big Eye Nelson, Bunk Johnson, Tony Jackson, Jelly Roll Morton, Richard M. Jones, y muchos más.
De los personajes no músicos, vinculados a Storyville, sin duda el más importante fue Tom C. Anderson, propietario de una cadena de locales en el distrito, el más importante de los cuales era el Arlington Annex, situado en la esquina de las calles Customhouse y Basin. Allí, entre otras cosas, se podía comprar por 25 centavos el último número del Blue Book, una guía con las direcciones de las prostitutas de la ciudad y de sus maisons, de los chateaux, de los palaces, que se vendía en barberías, tabernas y estaciones de ferrocarril por toda la zona. En sus páginas se podían leer incluso los comunicados de las dos grandes administradoras del vicio de Nueva Orleans: Lulu White (la "reina de los diamantes") y la "Condesa" Willie Piazza. Anderson fue diputado en la Asamblea de Luisiana, propietario de una fábrica de aceites y "jefe" de la prostitución en Storyville. En la película Nueva Orleans, el actor Arturo de Córdova dio vida a Tom Anderson, considerado el alcalde no oficial del distrito.
La lista de direcciones del Blue Book era larga. En 1910 había en el barrio rojo casi doscientas casas de placer, que iban desde los tenebrosos cribs, alojamientos de una sola habitación con una inquilina en venta por medio dólar, hasta los burdeles de lujo que formaban una hilera de elegantes casas a lo largo de Basin Street donde un servicio no bajaba de diez dólares. Luego estaban los cabarets, las salas de baile, los garitos, innumerables honky tonks (es decir, tabernas) y muchas "escuelas de baile" donde, para tener derecho a unas vueltas de schottische o de vals con una taxi girl era necesario pedir una botella de cerveza. En Storyville, las más apreciadas huéspedes de los burdeles eran las llamadas octoroons; es decir, cuarteronas con sólo un octavo de sangre negra.
En los años que precedieron a su clausura, es decir, aproximadamente en el período que va de 1910 a 1917, los locales de Storyville fueron las incubadoras del jazz. Se tocaba por todas partes; en los burdeles más o menos elegantes, donde sólo actuaba un pianista o como máximo un trío, preferidos por ser poco ruidosos; en los cabarets y en las salas de baile, quienes tocaban habitualmente eran grupos de siete u ocho elementos: una o dos cornetas, un clarinete, un trombón, a veces un violín y luego los ritmos: un banjo o una guitarra, un contrabajo o una tuba baja y una batería.
La historia de los años de oro de Storyville está repleta de anécdotas sobre las sorprendentes acometidas de los primeros hombres del jazz. Estos eran, como máximo, músicos a medio servicio: había mucha música en la ciudad, pero para los que tocaban (sobre todo si eran negros) había poco dinero. Así, durante el día, los músicos debían arreglarse desempeñando los trabajos más humildes: albañiles, cargadores de fardos en las embarcaciones del Misisipi, carpinteros u obreros de alguna fábrica de cigarros. Casi todos eran musicalmente autodidactas; incluso Freddie Keppard, el trompetista que había reemplazado a Buddy Bolden en el trono del jazz y que luego hubo de ceder el cetro a Joe Oliver, el maestro de Louis Armstrong. Keppard y Oliver fueron encarnizados rivales, aunque el primero terminó finalmente derrotado en un famoso duelo entre ambos, instigado por Oliver.
Una de las orquestas más activas de aquellos frenéticos años era la de Edward "Kid" Ory, un trombonista criollo nacido en Laplace, Louisiana, en 1886. También debemos mencionar a Jelly Roll Morton, uno de los primeros en hacer conocer la música de Nueva Orleans en Nueva York, Chicago y Los Ángeles. Morton fue el primero de los grandes pianistas del jazz; aquel en cuyas grabaciones es más fácil descubrir la ascendencia del ragtime y recoger ciertos aromas franceses y españoles que caracterizaron a la primera música de la ciudad del Mississippi.

## El cierre de Storyville
En 1917, en plena Primera Guerra Mundial, el Comando de la Marina de los Estados Unidos ordenó el cierre del barrio, preocupado por las peleas, los robos e incluso los homicidios en que se veían implicados, o resultaban víctimas, los marineros en sus salidas de día libre. A pesar de la oposición del gobierno local, Storyville dejó de existir el 12 de noviembre de 1917.
Poco después se procedió a su demolición, sustituyéndolo por un proyecto urbanístico denominado Iberville. Ello supuso, naturalmente, el cierre de la mayor parte de los establecimientos y la desaparición del trabajo para un gran número de músicos. Precisamente en esta época, se produce así la gran emigración de músicos de jazz hacia Chicago y Nueva York, lo que produjo cambios importantes en el desarrollo del jazz tradicional.